# 立體格子鐵架

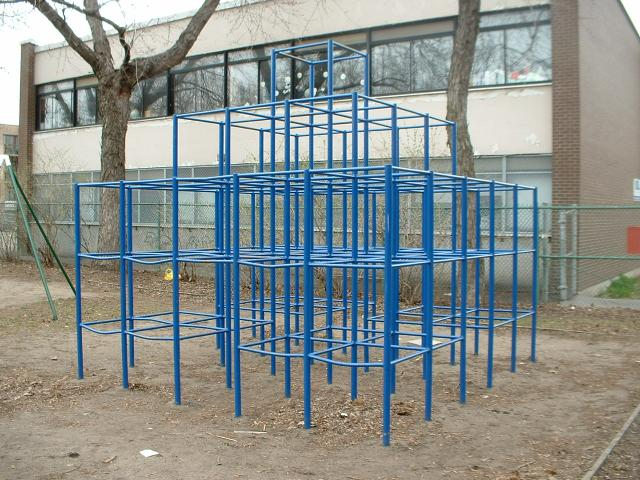
傳統式立體方格鐵架

立體格子鐵架（英語：或）亦稱攀登架（climbing frame），是一種兒童遊樂設施，通常以金屬製的條狀物組成、高數公尺。兒童可以在上面攀登、吊掛、遊玩。當然可分為立體方格鐵架以及立體三角格鐵架。

## 歷史
第一個立體方格鐵架是1920年時，由芝加哥的律師Sebastian Hinton所設計，時至今日的台灣等地，能在公園、學校等地方普遍地見到。